# 重根 (多項式)
重根（じゅうこん、英: multiple root）とは、1変数多項式 {\displaystyle f(x)} の根のうち重複度が2以上のもののことをいう。

## 概要
1 変数多項式 {\displaystyle f(x)} が、定数 {\displaystyle a(\neq 0)}, {\displaystyle \alpha _{1}}, {\displaystyle \alpha _{2}}, …, {\displaystyle \alpha _{n}}を用いて
{\displaystyle f(x)=a(x-\alpha _{1})(x-\alpha _{2})\cdots (x-\alpha _{n})}
の形に因数分解され、{\displaystyle \alpha _{1}}, {\displaystyle \alpha _{2}}, …, {\displaystyle \alpha _{n}} の中に 2 つ以上同じ値がある場合、その値を {\displaystyle f(x)} の重根という。
方程式 {\displaystyle f(x)=0} の解は一般に
{\displaystyle {\begin{cases}y=f(x)\\y=0\end{cases}}}
つまり xy-座標系において {\displaystyle y=f(x)} と x 軸との交点の x 座標である。{\displaystyle f(x)} が1変数多項式のとき、{\displaystyle y=f(x)} が {\displaystyle x=\alpha } で x 軸に接するなら、{\displaystyle \alpha }は {\displaystyle f(x)} の重根となる。
したがって {\displaystyle f(x)} は {\displaystyle x=\alpha } における微分も 0 となり、 {\displaystyle x=\alpha } が {\displaystyle f(x)} の重根であることと
{\displaystyle f(\alpha )=f'(\alpha )=0}
であることは同値である。

## 定義
体 K 上の多項式 {\displaystyle f(x)} と K の元 {\displaystyle \alpha }に対し、{\displaystyle (x-\alpha )^{2}\mid f(x)} が成立するとき、すなわち 2 以上の自然数 {\displaystyle k} と多項式 {\displaystyle g(x)} で
{\displaystyle f(x)=(x-\alpha )^{k}g(x)}
を満たすものが存在するとき、{\displaystyle \alpha } を {\displaystyle f(x)} の重根という。特に {\displaystyle g(x)} が {\displaystyle \alpha } を根に持たないならば、{\displaystyle k} を根 {\displaystyle \alpha } の重複度（ちょうふくど、multiplicity）という。

## 判別式
多項式 {\displaystyle f(x)} の根を {\displaystyle \alpha _{1}}, {\displaystyle \alpha _{2}}, …, {\displaystyle \alpha _{n}} とし、その全体から作られる最簡交代式（差積）の平方
{\displaystyle D_{f}:=\prod _{1\leq i<j\leq n}(\alpha _{i}-\alpha _{j})^{2}}
を多項式 {\displaystyle f(x)} あるいは方程式 {\displaystyle f(x)=0} の判別式（はんべつしき、discriminant）という。
これは「代数方程式が重根を持つかどうか」 を判別するための式である。すなわち、判別式が {\displaystyle 0} であることとその代数方程式が重根を持つこととが同値となる。このことは判別式を差積に取り替えても変わらない。にもかかわらず差積の平方を判別式とするのは、それが方程式の係数によって必ず記述できるからである。
これは、
1. 差積の平方が根に関する対称式となること
2. 対称式が基本対称式で表すことができること
3. 根の基本対称式が方程式の係数によって記述されること（根と係数の関係）

によって保証される。
たとえば、二次方程式 {\displaystyle ax^{2}+bx+c=0}（{\displaystyle a\neq 0}） の根を {\displaystyle \alpha }, {\displaystyle \beta } とすると、根と係数の関係により
{\displaystyle \alpha +\beta =-{\frac {b}{a}},}
{\displaystyle \alpha \beta ={\frac {c}{a}}}
が成り立ち、判別式すなわち差積の二乗は
{\displaystyle (\alpha -\beta )^{2}=(\alpha +\beta )^{2}-4\alpha \beta =\left(-{\frac {b}{a}}\right)^{2}-4\times {\frac {c}{a}}={\frac {b^{2}-4ac}{a^{2}}}}
となる。{\displaystyle a\neq 0}より{\displaystyle a^{2}>0} であるので、実用上は分母を掃った {\displaystyle b^{2}-4ac} を判別式として用いることが多い。